# قلة البول
قلة البول (بالإنجليزية: Oliguria)‏ أو نقص البول (بالإنجليزية: Hypouresis)‏ هي حالة مرضية يُلاحظ فيها انخفاض إنتاج البول، بحيث يتراوح حجم البول المطروح من 80 ملليلتراً يومياً إلى 400 ملليلتراً يومياً.
يُعد انخفاض إنتاج البول علامة على حالات مرضية متعددة، منها: الجفاف، الفشل الكلوي، صدمة نقص حجم الدم، حالة فرط الأسمولية المرتطبة بفرط سكر الدم، متلازمة الاختلال العضوي المتعدد، الانسداد البولي/احتباس البول، الحماض الكيتوني السكري، مقدمات الارتعاج، وعدوى الجهاز البولي، بالإضافة إلى حالات أخرى.
أما انعدام البول (Anuria)، فهو يمثل غياب البول تقريباً، ويُعرّف سريرياً بأنه إنتاج بول أقل من 80 أو 100 ملليلتراً يومياً.